# Playa del Albir
La playa de El Albir (en valenciano l'Albir o Racó de l'Albir) es una playa de piedras perteneciente a la localidad de El Albir, en el municipio de Alfaz del Pi, provincia de Alicante (España).

## Descripción
Esta playa de piedras limita al norte con la Playa de Cap Blanc y al sur con la Sierra Helada, y tiene una longitud de 500 metros, con una amplitud de 100 metros. Al sur, donde termina la playa, comienzan unas calas junto a los acantilados de la Sierra Helada de difícil acceso, pero el fondo del mar conserva más fauna y flora que la zona más poblada y turística de Albir. Esta playa no cuenta con un puerto cercano y tiene mejor calidad de agua. El puerto más próximo se encuentra en la Playa de Cap Blanc, a unos 4 kilómetros enfrente de Altea, pueblo que limita al norte con Alfaz del Pi.
Las aguas son limpias y cuentan con Bandera Azul. El agua alberga peces, pulpos, pequeños crustáceos, moluscos y en verano puede haber medusas. Adentrándose mar adentro se pueden encontrar praderas de posidonias, y alguna de las escasas "Estrellas de mar" de color rojo. 
Se sitúa en un entorno semiurbano, disponiendo de acceso por calle. Cuenta con paseo marítimo y estacionamiento delimitado. Es una playa balizada con zona balizada para la salida de embarcaciones.

## Eventos y galardones
- Esta playa cuenta con el distintivo de Bandera Azul
- Festival de Cine al aire libre a mediados de julio.
- Mercadillo a principios de agosto.